# Copa del Mundo de Vela 2009
La Copa del Mundo de Vela 2009 fue la primera edición de la Copa del Mundo de Vela (ISAF Sailing World Cup en idioma inglés y se disputó en la temporada 2008-09, organizada por la ISAF. 

## Clases
Las clases que se incluyeron fueron:
- Laser (clase masculina de un tripulante)
- Laser Radial (clase femenina de un tripulante)
- Finn (clase masculina de un tripulante de peso)
- 49er (clase masculina de dos tripulantes de alta prestación)
- 470 (clase masculina y femenina de dos tripulantes)
- Star (clase masculina de quilla fija)
- RS:X (clase masculina y femenina de windsurf)
- Elliott 6m (clase femenina de quilla fija para match race)

## Eventos
En su primera temporada, las pruebas de que constó fueron:
| Fecha           | Prueba                           | Localidad         | País           |
| 16-21 dic. 2008 | Sail Melbourne                   | Melbourne         | Australia      |
| 25-31 ene. 2009 | Rolex Miami OCR                  | Miami             | Estados Unidos |
| 4-10 abr. 2009  | Trofeo SAR Princesa Sofia MAPFRE | Palma de Mallorca | España         |
| 18-24 abr. 2009 | Semaine Olympique Francaise      | Hyères            | Francia        |
| 27-31 may. 2009 | Delta Lloyd Regatta              | Medemblik         | Países Bajos   |
| 20-28 jun. 2009 | Kiel Week                        | Kiel              | Alemania       |
| 14-19 sep. 2009 | Skandia Sail for Gold Regatta    | Weymouth          | Reino Unido    |

## Campeones
En su primera edición, los campeones han sido:
| Clase          | Patrón                    | Tripulante               | País           |
| Laser          | Nick Thompson             |                          | Reino Unido    |
| Laser Radial   | Anna Tunnicliffe          |                          | Estados Unidos |
| Finn           | Edward Wright             |                          | Reino Unido    |
| RS:X masculino | João Rodrigues            |                          | Portugal       |
| RS:X femenino  | Blanca Manchón            |                          | España         |
| 49er           | Federico Alonso Tellechea | Arturo Alonso Tellechea  | España         |
| 470 masculino  | Onán Barreiros Rodríguez  | Aarón Sarmiento Padilla  | España         |
| 470 femenino   | Henriette Koch            | Lene Sommer              | Dinamarca      |
| Star           | Xavier Rohart             | Pierre-alexis Ponsot     | Francia        |
| Elliott 6m     | Lucy MacGregor            | Annie Lush & Ally Martin | Reino Unido    |